# Кирпич (электроника)

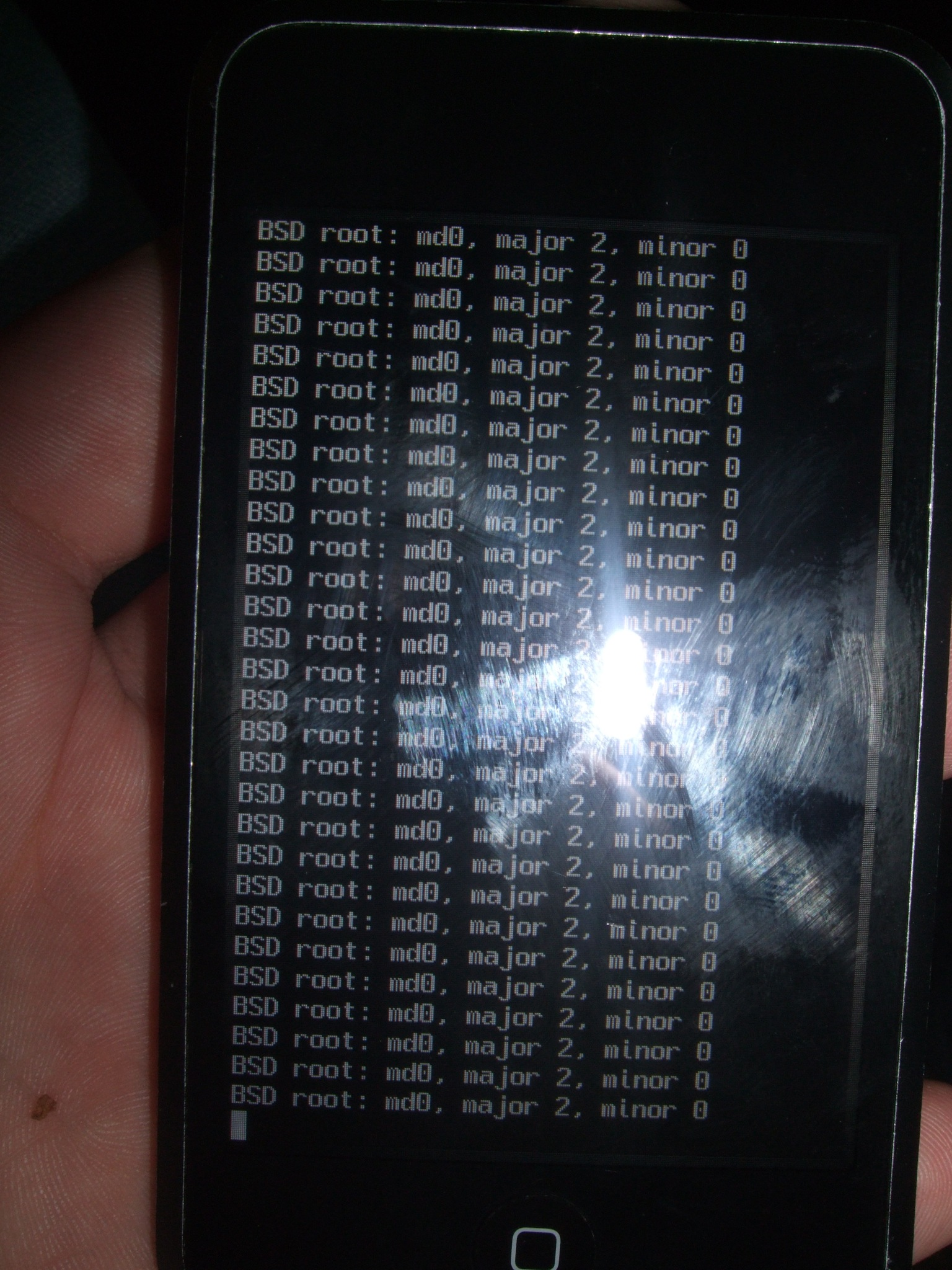
iPod-«кирпич»

Кирпич (англ. to brick) — неисправность электронных устройств, вызванных проблемами со встроенным программным обеспечением, такая неисправность приводит к невозможности загрузки операционной системы и получения доступа к её пользовательскому интерфейсу без специальных мер по исправлению ошибки. Обычно вызвано ошибками в процессе обновления этого ПО (например, из-за перебоев электропитания), которые препятствуют загрузке системы, может также вызываться некоторыми видами опасного вредоносного ПО. Эта неисправность может возникать у смартфонов под управлением Android и iOS, персональных компьютеров и даже бортовых компьютеров автомобилей. Различают англ. hard brick, когда система даже не начинает загружаться, и англ. soft brick, когда загрузка начинается, но не доходит до конца из-за возникающих ошибок.
В некоторых случаях превращение устройства в "кирпич" может вызываться серьезными аппаратными неисправностями, например повреждением оперативной памяти или ПЗУ с микропрограммой, в таком случае программное "раскирпичивание" невозможно, и придётся менять неисправный аппаратный компонент устройства, что возможно не во всех случаях.

## «Раскирпичивание»

### Soft brick
Решается простой «перепрошивкой» устройства, а иногда и вовсе сбросом гаджета до заводских настроек. Для устройств на базе MediaTek имеется программа SP Flash, а у некоторых производителей есть и свои программы для установки прошивки.

### Hard brick
Тут имеется несколько вариантов: Если телефон загружается в Fastboot, то его без всякого труда можно восстановить с помощью ADB. Если телефон не загружается даже в этот режим, то восстанавливать придётся через EDL (Emergency Download Mode). Пользователь видит чёрный экран и получает доступ даже к файлам RAM и SoC. 